# Nazionale maschile di pallacanestro di Taipei cinese
La nazionale di pallacanestro di Taipei Cinese è la rappresentativa cestistica di Taiwan ed è posta sotto l'egida della Federazione cestistica di Taiwan.

## Piazzamenti

### Olimpiadi
- 1936 - 15°
- 1948 - 18°
- 1956 - 11°

### Campionati del mondo
- 1954 - 5°
- 1959 - 4°

### Campionati asiatici
- 1960 -  2°
- 1963 -  2°
- 1965 - 5°
- 1967 - 5°
- 1969 - 4°

- 1971 - 4°
- 1973 -  3°
- 1985 - 6°
- 1987 - 5°
- 1989 -  3°

- 1991 - 4°
- 1993 - 5°
- 1995 - 4°
- 1997 - 6°
- 1999 - 4°

- 2001 - 7°
- 2003 - 11°
- 2005 - 9°
- 2007 - 6°
- 2009 - 5°

- 2011 - 8°
- 2013 - 4°
- 2015 - 13°
- 2017 - 12°

### Giochi asiatici
- 1954 -  2°
- 1958 -  2°
- 1966 - 5°
- 1990 - 4°
- 1990 - 5°

- 1994 - 6°
- 1998 - 5°
- 2002 - 7°
- 2006 - 8°
- 2010 - 9°

- 2014 - 9°
- 2018 - 4°

## Formazioni

### Olimpiadi
Pallacanestro ai Giochi della XI OlimpiadeLi, Mou, Shen, Wang H., Wang S., Wang Y., Wang N., Liu B., Liu Y., Cai, Yu, Feng, Xu, Yin, All. Dong Shouyi
Pallacanestro ai Giochi della XIV Olimpiade3 Cai W., 4 Wu, 5 Yu J., 6 Li Z., 7 Yu R., 8 Jia, 9 Lee, 10 Cai Z., 11 Bao, 12 Huang,        All. Song Junfu
Pallacanestro ai Giochi della XVI Olimpiade3 Ling, 4 Hoo, 5 Chien, 6 Tong, 7 Wang, 8 Chu, 9 Ng, 10 Yung, 11 Lai, 12 Chen, 13 Yap, 14 Loo,        All. Bud Schaeffer

### Campionati del mondo
Campionato mondiale maschile di pallacanestro 19544 Hoo, 5 Ling, 6 Tong, 7 Wang, 8 Ng, 9 Poon, 10 Yung, 11 Lee, 12 Yao, 13 Yap, 14 Tsai, 17 Lai,        All. Niu Ping-yih
Campionato mondiale maschile di pallacanestro 19593 Liu, 4 Lee N., 5 Loo, 6 Tong, 7 Yau, 8 Hoo, 9 Wong, 10 E. Lee, 12 Chen, 13 Lai,        All. Tsai Bon-hwa

### Campionati asiatici
Campionato asiatico maschile di pallacanestro 20014 Tseng, 5 Chen, 6 Yang, 7 Yeu, 8 Chou, 9 Tien, 10 Ho, 11 Lee, 12 Chiu, 13 Chang, 14 Wu C., 15 Wu T.,        All. -
Campionato asiatico maschile di pallacanestro 20034 Lin, 5 Chen C., 6 Ho, 7 Yen, 8 Wu T., 9 Chiu, 10 Chen H., 11 Lee, 12 Tseng, 13 Yong, 14 Wu C., 15 Tien,        All. -
Campionato asiatico maschile di pallacanestro 20054 Tseng, 5 Chen Chih-chung, 6 Lee H., 7 Yang Y., 8 Wu, 9 Yang Che-yi, 10 Tien, 11 Lee C., 12 Wang, 13 Chen Chin-nien, 14 Yang Chin-min, 15 Chou,        All. -
Campionato asiatico maschile di pallacanestro 20074 Chen S., 5 Hsu, 6 Lee H., 7 Wu, 8 Tseng, 9 Yang, 10 Yueh, 11 Lee C., 12 Lin C., 13 Chen H., 14 Lu, 15 Lin Y.,        All. -
Campionato asiatico maschile di pallacanestro 20094 Su, 5 Yang Chin-min, 6 Lee, 7 Chang C., 8 Wu T., 9 Yang Che-yi, 10 Chang T., 11 Tseng, 12 Lin, 13 Tien, 14 Chen, 15 Wu C.,        All. Chung Kwang-suk
Campionato asiatico maschile di pallacanestro 20114 Tseng, 5 Chien, 6 Lee, 7 Mao, 8 Wu, 9 Chen S., 10 Su, 11 Chen H., 12 Lin, 13 Lu, 14 Ho, 15 Chang,        All. Chou Jun-san
Campionato asiatico maschile di pallacanestro 20134 Tseng, 5 Davis, 6 Lee, 7 Tien, 8 Chen, 9 Hung, 10 Chou, 11 Yang, 12 Lin, 13 Lu, 14 Tsai, 15 Creighton,        All. Hsu Chin-che
Campionato asiatico maschile di pallacanestro 20151 Tien, 5 Liu, 8 Chen Shih-chieh, 9 Chen Shih-nien, 13 Lu, 14 Tsai, 15 Davis, 24 Hung, 27 Lin, 41 Wu, 49 Chen Shih-hsiang, 76 Tseng,        All. Chou Jun-san
Campionato asiatico maschile di pallacanestro 20174 Lin, 5 Liu, 6 Chou Y., 7 Yu, 8 Chou Po-chen, 10 Hu, 13 Lu, 14 Chiang, 20 Chou Po-hsun, 21 Chieng, 28 Wu H., 54 Wu T.,        All. Chou Chun-san
Campionato asiatico maschile di pallacanestro 20220 Lin T., 2 Lin C. C., 5 Liu, 6 Lee, 9 Chen Y., 11 Huang T., 15 Chen K., 17 Su, 20 Chou, 21 Chien, 22 Huang H., 31 Artino,        All. Charles Parker
Template:Taipei Cinese maschile pallacanestro asiatico 2025

### Giochi asiatici
Pallacanestro ai II Giochi asiaticiHoo, Lai, Lee, Jo. Lim, Ju. Lim, Ling, Ng, Poon, Tong, Tsai, Wang, Yao, Yap, Yung, All. -
Pallacanestro ai III Giochi asiaticiChen, Cheng, Fuh, Hoo, Huang, Lai, Lee, Ling, Liu, Loo, Shu, Sy, Tong, Wang, All. Chou Ho-Ming
Pallacanestro ai XVIII Giochi asiatici0 Peng, 1 Chou Y., 5 Liu, 8 Chou P., 9 Chen Y., 10 Hu, 11 Huang T., 14 Chiang, 15 Chen K., 16 Lin, 21 Creighton, 27 Huang J.,        All. Charles Parker
Pallacanestro ai XIX Giochi asiatici0 Lin, 1 Gadiaga, 5 Liu, 10 Hsieh, 14 Wu, 20 Chou, 21 Tseng H., 26 Lee T., 31 Artino, 39 Lu, 75 Lee C., 76 Tseng W.,        All. Sang Mao Sen

## Nazionali giovanili
- Nazionale Under-18
- Nazionale Under-16